# اقتصاد اللقاحات
تطوير اللقاحات وإنتاجها مسألة معقدة اقتصاديًا وعرضة لإخفاقات السوق. يتطلب العديد من الأمراض لقاحات، بما في ذلك فيروس نقص المناعة البشرية والملاريا والسل، المنتشرين في البلدان الفقيرة بشكل خاص. لا يوجد حافز لدى شركات الأدوية وشركات التكنولوجيا الحيوية لتطوير لقاحات لهذه الأمراض بسبب قلة الإيرادات المحتملة من هذه العملية. حتى في الدول الأكثر ثراءً، عادةً ما تكون العوائد المالية في حدها الأدنى والمخاطر المالية كبيرة.
اعتمدت معظم عمليات تطوير اللقاحات حتى الآن على تمويل الحكومات والجامعات والمنظمات التي لا تبغي الربح. كان العديد من اللقاحات فعالًا ومنخفض التكلفة ومفيدًا للصحة العامة. ارتفع عدد اللقاحات التي تعطى بشكل كبير خلال العقود الأخيرة. قد تكون هذه الزيادة، خاصة في عدد اللقاحات المختلفة التي تُعطى للأطفال قبل التحاقهم بالمدارس بسبب القرارات الحكومية والدعم، وليس نتيجة لحواز مادية قد تتأتى عن التلقيح.

## التركيز السوقي
في الوقت الذي تبحث الشركات الصغيرة عن لقاحات وتطورها، تصنع تلك اللقاحات قلة من كبار الشركات المصنعة التي تحتكره. وصف مقال نشر في صحيفة نيويورك تايمز في مارس من العام 2020 الآثار السياسية لهيكلية السوق هذه: «تعرف المنظمات الصحية الدولية والحكومية أن أي لقاح يُطور في المختبر ستصنعه في نهاية المطاف شركات الأدوية الكبيرة. في هذا المنعطف الحرج من الجائحة التي سببها فيروس كورونا، لن ينتقد أي خبير في مجال الصحة علانية شركات الأدوية، لكنهم يشتكون منها في مجالسهم الخاصة، معتبرين إياها عثرة على درب تطوير لقاح ينقذ حياة الملايين.
أدى تركيز واحتكار تصنيع عقاقير معينة أيضًا إلى نقص في الإمدادات، وتكاليف كبيرة ناجمة عن توظيف أشخاص لتعقب الأدوية التي يصعب الحصول عليها.
تسمح قوة الاحتكار هذه لمصنعي اللقاح بالدخول في التمييز في الأسعار، وغالبًا ما تكون أسعار اللقاحات أعلى من تكلفة التصنيع المعلنة للشركة المصنعة، حسب أرقام العام 2015. غالبًا ما تتطلب اتفاقيات المبيعات أن يحافظ المشتري على السعر السري ويوافق على قيود أخرى غير تنافسية. من الصعب وصف الطبيعة الدقيقة لهذه المشكلة ومداها لأن الإتفاقات سرية في الغالب، كما أن سرية السعر تحرم مشتري اللقاحات من أي افضلية في مفاوضات الأسعار، كما أن تحليل السوق هنا يصبح أكثر صعوبة، ما يعيق الجهود لتحسين القدرة على تحمل التكاليف.
شهد العقد الأول من الألفية الثالثة عددًا كبيرًا من عمليات الاندماج والاستحواذ، واعتبارًا من العام 2010، كان 80% من سوق اللقاحات العالمي في أيدي خمس شركات متعددة الجنسيات هي: غلاكسوسميثكلاين وسانوفي باستور وبفيتزر ونوفارتيس وميرك. لا تركز نوفارتيس على تطوير اللقاحات. تساعد براءات الاختراع المتعلقة بعمليات التصنيع الرئيسية في الحفاظ على احتكار القلة هذا.

## الطلب
بينما يشكل سوق اللقاحات 2-3% فقط من سوق الأدوية في جميع أنحاء العالم، إلا أنه ينمو بمعدل 10-15% سنويًا، وهو أسرع نموًا بكثير من الأدوية الأخرى (اعتبارًا من العام 2010).
يتزايد الطلب على اللقاحات مع استهداف سكان جدد في الأسواق الناشئة (ويرجع ذلك جزئيًا إلى نشاط ممولي اللقاحات الدوليين، ففي العام 2012 اشترت منظمة اليونيسيف نصف لقاحات العالم.). أصبحت اللقاحات المحرك المالي لصناعة الأدوية، وقد بات اللقاح يسوّق تمامًا كما الدواء.
تقدم اللقاحات فرصًا جديدة للتمويل من الشراكات بين القطاعين العام والخاص والحكومات والجهات المانحة والمؤسسات الخيرية.